# Chemish Ridge
Chemish Ridge (englisch; bulgarisch хребет Чемиш chrebet Tschemisch) ist in westnordwest-ostsüdöstlicher Ausrichtung 8,55 km langer, 2 km breiter und bis zu 600 m hoher Gebirgskamm an der Foyn-Küste des Grahamlands auf der Antarktischen Halbinsel. Er ragt 6,55 km südöstlich des Meda-Nunataks, 13,15 km südwestlich des Bastion Peak und 9,52 km nordöstlich des Gluhar Hill auf. Der Attlee-Gletscher liegt nördlich und der Bevin-Gletscher südlich von ihm. Der Fitzmaurice Point ist sein östlicher Ausläufer.
Britische Wissenschaftler kartierten ihn 1974. Die bulgarische Kommission für Antarktische Geographische Namen benannte ihn 2013 nach der Ortschaft Tschemisch im Nordwesten Bulgariens.